# Marcel Ulrich
Jacques Marie Marcel Ulrich (* 2. Juli 1880 in Bar-le-Duc, Département Meuse; † 1. August 1933 in Saint-Palais-de-Phiolin, Département Charente-Maritime) war ein französischer Ingenieur.
Seine Eltern waren der Industrielle Raimond Ulrich und Marie-Clémence, geb. Voullaume. Er diplomiert 1900 an der École polytechnique und 1903 an der École des Mines de Paris.
Nachdem Marcel Ulrich zuerst im öffentlichen Dienst aktiv gewesen war, wechselte er 1911 zur Eisenbahngesellschaft Société générale des chemins de fer économiques. Während des Ersten Weltkrieges diente er in der Feldeisenbahn und wurde  1915 mit dem Kreuz der Ehrenlegion dekoriert.
1919 kam er in die Direktion (als administrateur délégué) von der Compagnie du chemin de fer métropolitain de Paris, die die meisten Linien der Métro Paris betrieb, und von den Elektrizitätswerken Société Electrique de Paris und Société d'Electricité et du Gaz du Nord. 1929 wurde er Vize-Präsident und im April 1933 Präsident des Verwaltungsrats der Compagnie du chemin de fer métropolitain de Paris.
Er war auch Präsident verschiedener Organisationen, zum Beispiel des „Syndicat professionnel français des producteurs et distributeurs“ (Verein der französischen Elektrizitäts-Produzenten und -Verteiler) und der Association française de normalisation. Als Präsident der Union Internationale des Producteurs et Distributeurs d'Energie Electrique (UNIPEDE) engagierte er sich für ein europäisches Verbundnetz.
In den 1920er Jahren wurde er auch Bürgermeister von Montauban (Département Tarn-et-Garonne). Am 8. Mai 1932 wurde er Abgeordneter (Wahlkreis Montauban) in der Assemblée nationale für die Parti républicain, radical et radical-socialiste.

## Veröffentlichungen
- Un projet de réseau européen; Le transport de l'énergie electrique; In: l'Européen, 25, 1932
- L'économique et la politique; In: Construction et Travaux Publics, No. 3, March 1933, S. 153–154
- La production et la distribution de l'énergie électrique. 1933.